# Alien Breed
Pour le jeu vidéo initial, voir Alien Breed (jeu vidéo).
Alien Breed est une série de jeux vidéo créée par la société britannique Team17, apparue en 1991 sur ordinateur Commodore Amiga.
La série originelle comprend 5 épisodes. Ce sont des shoot 'em up en vue de dessus (run and gun) pour les trois premiers, et en vue subjective (FPS) pour les deux suivants.
Les jeux présentent un mode deux joueurs en coopération. Ils partagent un univers de science-fiction horrifique inspiré par la saga cinématographique Alien : le joueur incarne un Space Marine confrontés à des créatures extraterrestres hostiles dans les dédales confinés d'une station spatiale.
Depuis 2009, la série a été relancée par Team17, notamment sur les plates-formes de vente en ligne (Steam, XBLA, PSN), en reprenant la vue de dessus caractéristique des trois premiers épisodes tout en adaptant les graphismes aux standards actuels.

## Historique de la série
La conception de l'épisode original, Alien Breed (1991), est l'œuvre de Rico Holmes avec l'aide de Martyn Brown. Le concept se situe dans la lignée du classique Gauntlet (1985) de Ed Logg, à la croisée du shoot them up et du jeu de labyrinthe. Le game design est influencé par Paradroid (1985) de Andrew Braybrook et Laser Squad (1988) de Julian Gollop. Le jeu est programmé par les suédois Andreas Tadic et Peter Tuleby, avec des graphismes de Rico Holmes. Le jeu baigne dans une atmosphère oppressante, inspirée par l'univers d'Alien et soutenue par une bande-son à base de sons numérisés de Allister Brimble (et la voix suave de Lynette Reade).
Le joueur incarne un soldat équipé d'une arme à feu qui doit explorer les environnements labyrinthiques d'une station spatiale tout en survivant aux aliens qui infestent les lieux. Le jeu est découpé en niveaux, chacun présentant un objectif spécifique à accomplir. Une séquence d'auto-destruction s'enclenche une fois l'objectif atteint et le joueur dispose de quelques secondes pour quitter la zone. La dimension stratégique est relativement prononcée pour un jeu d'action et une exploration inconsidérée des lieux amène à la perte. Le joueur doit gérer les ressources amassées en chemin (munitions, clés d'accès, kits de soin et crédits). Il peut se connecter à des terminaux informatiques pour acheter des armes et des équipements et obtenir des informations sur la progression. Le jeu propose un mode deux joueurs en coopération : il permet d'appréhender plus sereinement la difficulté du jeu, réputée élevée.
L'épisode original est bien accueilli par la critique. Dan Slingsby du magazine CU Amiga voit un « vainqueur » dans la première grosse production de la jeune équipe de Team17. En Angleterre, le jeu se classe en 2e position des ventes de jeux Amiga en décembre 1991 et l'édition étendue, Spécial Édition '92, est restée en tête des ventes budget pendant 33 semaines, un record,. Team17 donne suite à deux nouveaux épisodes, Alien Breed II: The Horror Continues en 1993 et Alien Breed: Tower Assault en 1994, qui reprennent le canevas de l'original.
Alien Breed 3D en 1995 sur Amiga 1200 et CD32 marque un tournant dans la série, qu'il fait entrer dans l'ère de la 3D et le genre FPS, dans le sillage du succès de Doom (1993) sur PC et dans le but d'apporter un équivalent de ce dernier aux utilisateurs d'Amiga, sevré à l'époque de ce genre de jeux à la première personne (le mode d'affichage de l'Amiga en bitplan limitait grandement ses capacités d'affichage en 3D texturée). C'est aussi le premier jeu à ne plus être publié par Team17, mais Ocean Software.
Après la sortie de Alien Breed 3D II en 1996, la franchise disparaît du paysage vidéoludique pour quelque temps malgré deux projets de suites, Alien Breed Action (1999) et Alien Breed 2K4 (2004), avortés par manque de soutien d'un éditeur.
La sortie de Alien Breed Evolution pour 2009 marque le retour de la série.

## Épisodes

### Première série
- Alien Breed (1991), Amiga
- Alien Breed - Special Edition (1992), Amiga, CD32, PC
- Alien Breed II: The Horror Continues (1993), Amiga, Amiga 1200, CD32
- Alien Breed: Tower Assault (1994), Amiga, CD32, PC, CD-ROM PC
- Alien Breed 3D (1995), Amiga 1200, CD32
- Alien Breed 3D II: The Killing Grounds (1996), Amiga 1200

### Seconde série
- Alien Breed Evolution (2009), XBLA
- Alien Breed: Impact (2010), PC, PSN
- Alien Breed 2: Assault (en) (2010), PC, XBLA, PSN
- Alien Breed 3: Descent (en) (2010), PC, XBLA, PSN

## Version non officielle
Alien Breed Obliteration (2005) est une version non officielle remaniée du jeu Alien Breed Spécial Édition sous Microsoft Windows.